# 苏联航空工艺与生产组织研究院
苏联航空工艺与生产组织研究院(ниат)，是苏联航空工业部下属的生产技术与制造设备的专业研究机构。

## 历史
前身是1920年建立的劳动中央研究所（ Центрального Института Труда ，ЦИТ)。从事劳动组织的科学与方法研究。 
1930年代，劳动中央研究所转向航空工业。其下属的设计局从事技术设备的设计，设计局拥有工厂。 
1940年11月24日，苏联航空工业人民委员部命令组建了航空工业“оргавиапром”。负责人为П·Г·Щедровицкий。
苏德战争期间，许多航空企业向东部腹地疏散。航空工业“оргавиапром”派出了1000多名专家派到疏散企业开发工艺技术、设计设备、成套设备与工具、开发大规模批产技术，培训制造人员。
1944年4月27日，更名为航空工业研究院“оргавиапром”。
1947年5月26日，根据航空工业部命令，更名为制造工艺与生产组织研究院。
在大的地区中心，设有8个分院，并在主要工厂设有相应机构与实验室。 
苏联时期最后一任院长是苏联科学院通讯院士彼得·尼古拉邓维奇·别梁宁教授。苏联解体后更名为国家航空技术研究院。